# Značení japonských vojenských letadel
Označování japonských vojenských letadel v období před rokem 1945 bylo značně komplikované a nepřehledné, protože jak námořní tak armádní letectvo používalo několik různých systému značení (a to i souběžně). To vedlo Spojence k tomu, aby během druhé světové války používali vlastní systém kódových jmen.

## Námořní letectvo

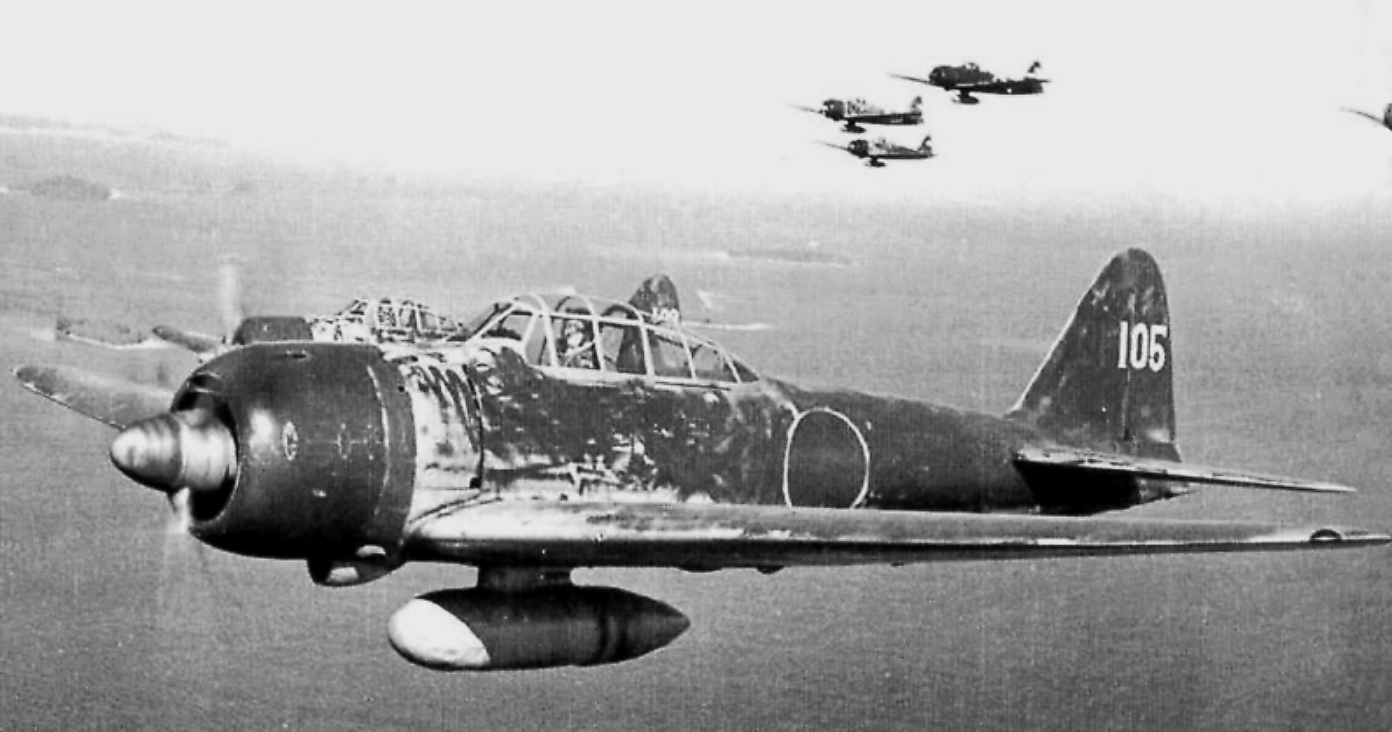
Letecké eso Hirojoši Nišizawa ve svém Micubiši A6M3 Model 22 nad Šalomounovými ostrovy v květnu 1943.

Japonské císařské námořní letectvo používalo několik různých systémů značení souběžně. Mezi lety 1931 a 1945 měla každá konstrukce letadla přiděleno číslo Ši podle specifikace, pro kterou byla vyvinuta. Mezi lety 1921 až 1943 měl každý typ i dlouhé označení typu a čísla modelu a od 1928 do roku 1945 také krátké označení podobné tomu, které používalo Námořnictvo Spojených států. V roce 1943 byl zaveden systém bojových jmen, jenž měl nahradit starý číselný systém. A navíc byla od roku 1939 používána i čísla SADP (Service Airplane Designation System).

### Čísla specifikaceŠi
Specifikace vydávané japonským námořnictvem dostávaly od roku 1931 čísla Ši (試 ~ experimentální), která byla založena na roce vlády tehdejšího císaře. Vzhledem k tomu, že v jednom roce bylo vydáváno více specifikací, byla jednotlivá čísla odlišována typem (účelem) letounu. Čísla ši se přidělovala prototypům. Po zařazení letounu do výzbroje bylo letounu přiřazeno dlouhé označení (viz níže) a označení ši bylo opuštěno.
Během doby, kdy byl tento systém používán, vládl v Japonsku císař Hirohito, zvaný také císař éry Šówa, a tak byly používány roky éry Šówa, jež začala v roce 1926.
Například slavné Micubiši Zero bylo konstruované podle specifikací z roku 1937, které nesly označení palubní stíhací letoun 12-ši.

### Dlouhé označení typu a modelu
Od roku 1921 dostával každý typ letounu typové číslo (式 šiki). To až do roku 1928 tvořilo číslo označující odpovídající rok císařské éry (např. „typ 14“ odpovídal 14. roku éry Taišó, tedy roku 1925). Od roku 1929 bylo typové číslo založené na posledních dvou číslicích císařského letopočtu, který byl počítán od mytologického založení Japonska císařem Džinmu v roce 660 př. n. l. Dále byla přidána stručná charakteristika typu (účelu) letounu. Například Micubiši Zero vstoupilo do služby v roce 1940, což byl podle japonského kalendáře rok 2600, a tedy neslo označení palubní stíhací letoun typ 0 (pozn. anglicky zero znamená nula).
Charakteristika typu (účelu) byla nedílnou součástí dlouhého označení, neboť mohlo existovat několik letadel se stejným typovým označením, které se lišily určením. Například „typ 95“ (rok přijetí do služby 1935) odkazoval na palubní stíhací letoun typ 95 a průzkumný hydroplán typ 95. Používaly se též zkratky za jednotlivé charakteristiky:
- kanbaku 艦爆 za kandžó bakugekiki 艦上爆撃機 ~ palubní bombardovací letoun
- kankó 艦攻 za kandžó kógekiki 艦上攻撃機 ~ palubní útočný letoun (~ bombardovací a torpédonosný)
- kansen 艦戦 za kandžó sentóki 艦上戦闘機 ~ palubní stíhací letoun
- rikkó 陸攻 za rikudžó kógekiki 陸上攻撃機 ~ pozemní útočný letoun
- rikutei 陸偵 za rikudžó teisacuki 陸上偵察機 ~ pozemní průzkumný letoun
- suikan 水観 za suidžó kansokuki 水上観測機 ~ pozorovací hydroplán
- suisen 水戦 za suidžó sentóki 水上戦闘機 ~ stíhací hydroplán
- suitei 水偵 za suidžó teisacuki 水上偵察機 ~ průzkumný hydroplán
- taitei/daitei 大艇 pro hikótei 飛行艇 ~ (velký) létající člun (v tomto případě tai/dai 大 nebylo součástí dlouhého názvu)

Jednotlivé podtypy byly odlišovány čísly modelu (型 gata). Od konce 30. let se modelové číslo skládalo ze dvou číslic – první označovala verzi draku a druhá verzi motoru. Například „palubní stíhací letoun typ 0 model 21“ tak byl druhou modifikací draku A6M s původním motorem. Menší modifikace (například změna složení výzbroje) se označovaly přidáním kó 甲, ocu 乙, hei 丙 nebo tei 丁 (ekvivalenty a, b, c, d) na konec.
Od tohoto systému bylo upuštěno v roce 1943, protože vyzrazoval příliš mnoho informací o typu letadla.

### Krátké označení
Od roku 1928 se rovněž začalo používat krátké označení velmi podobné systému používanému US Navy mezi lety 1922 a 1964. V tomto systému se používalo jedno nebo dvě písmena k označení typu (účelu) letounu, číslo určující pořadí mezi letouny stejného typu a písmeno označující výrobce. Na rozdíl od systému US Navy neměl každý výrobce svou vlastní číselnou řadu a začínalo se od čísla 1.
Příklad: Micubiši Zero bylo označováno jako A6M, tedy šestý typ palubního stíhacího letounu vyrobený firmou Micubiši (pozn. těch šest typů bylo od různých výrobců).
Varianty byly označovány dalším číslem přidaným na konec (například A6M2 byl druhou variantou A6M). Někdy se ještě přidávala další písmena: velká písmena A, B, C,… značila změnu pohonné jednotky, zatímco malá písmena a, b, c,… odpovídala malým změnám značeným v dlouhém označení jako kó 甲, ocu 乙, hei 丙… Například G4M2Ab v krátkém označení odpovídal pozemní útočný letoun typ 1 Model 24 Otsu v dlouhém označení. „A“ znamená první změnu motoru (standardní G4M2 byl Model 22 a označení Model 23 nebylo použito) a „b“ druhou změnu skladby výzbroje oproti G4M2 Model 22.
Letouny, u kterých bylo změněno určení (typ), dostaly za své původní označení pomlčku a písmeno označující jejich nové určení. Například původně plovákový stíhací letoun Kawaniši N1K, byl po odstranění plováků a přidání kolového podvozku změněn na pozemní stíhací letoun s modifikovaným označením Kawaniši N1K-J (podvarianty se značily N1K1-J, N1K2-J atd. a nikoliv N1K-J1, N1K-J2).
Někdy byly podle jedné specifikace objednány dva typy letounů od dvou výrobců, většinou jako pojistka pro případ, že jedna z konstrukcí nebude úspěšná. V takovém případě bylo použito stejné číslo pro oba typy (lišily se jen písmenem výrobce – např. B5M vs. B5N).
| Písmeno | Typ letounu                                                                                   |
| A       | Palubní stíhací letoun 艦上戦闘機 kandžó sentóki                                              |
| B       | Palubní útočný letoun (~ palubní torpédový a bombardovací letoun) 艦上攻撃機 kandžó kógekiki  |
| C       | Průzkumný 偵察機 teisacuki                                                                    |
| D       | Palubní bombardér (~ palubní střemhlavý bombardér) 艦上爆撃機 kandžó bakugekiki               |
| E       | Průzkumný hydroplán 水上偵察機 suidžó teisacuki                                               |
| F       | Pozorovací hydroplán 水上観測機 suidžó kansokuki,                                             |
| G       | Pozemní útočný letoun (~ pozemní torpédový a bombardovací letoun) 陸上攻撃機 rikudžó kógekiki |
| H       | Létající člun 飛行艇 hikótei                                                                  |
| J       | Pozemní stíhací letoun 陸上戦闘機 rikudžó sentóki                                             |
| K       | Cvičný letoun (pozemní i hydroplány) 練習機 renšúki                                           |
| L       | Dopravní letoun 輸送機 jusóki                                                                 |
| M       | Speciální letoun (~ speciální hydroplán) 特殊機 tokušuki                                      |
| N       | Stíhací hydroplán 水上戦闘機 suidžó sentóki                                                   |
| P       | Bombardér 爆撃機 bakugekiki                                                                   |
| Q       | Hlídkový letoun 哨戒機 šoukaiki                                                               |
| R       | Pozemní průzkumný letoun 陸上偵察機 rikudžó teisacuki                                         |
| S       | Noční stíhací letoun 夜間戦闘機 jakan sentóki                                                 |
| MX      | Speciální letoun (特殊機 tokušuki) nebo speciální kluzák (特殊滑空機 tokišukakkúki)           |

| Písmeno | Výrobce                  |
| A       | Aiči                     |
| A       | North American Aviation  |
| B       | Boeing                   |
| C       | Consolidated Aircraft    |
| D       | Šówa                     |
| D       | Douglas Aircraft         |
| G       | Hitači Kókúki            |
| G       | Grumman                  |
| H       | Hiro                     |
| H       | Hawker                   |
| He      | Heinkel                  |
| J       | Nihon Kogata Hikóki      |
| J       | Junkers                  |
| K       | Kawaniši                 |
| K       | Kinner                   |
| M       | Micubiši                 |
| N       | Nakadžima                |
| P       | Nihon                    |
| S       | Sasebo                   |
| Si      | Šówa                     |
| V       | Vought-Sikorsky          |
| W       | Watanabe                 |
| W       | Kjúšú                    |
| Y       | Jokosuka                 |
| Z       | Mizuno Guraida Seisakušo |

### Bojová jména

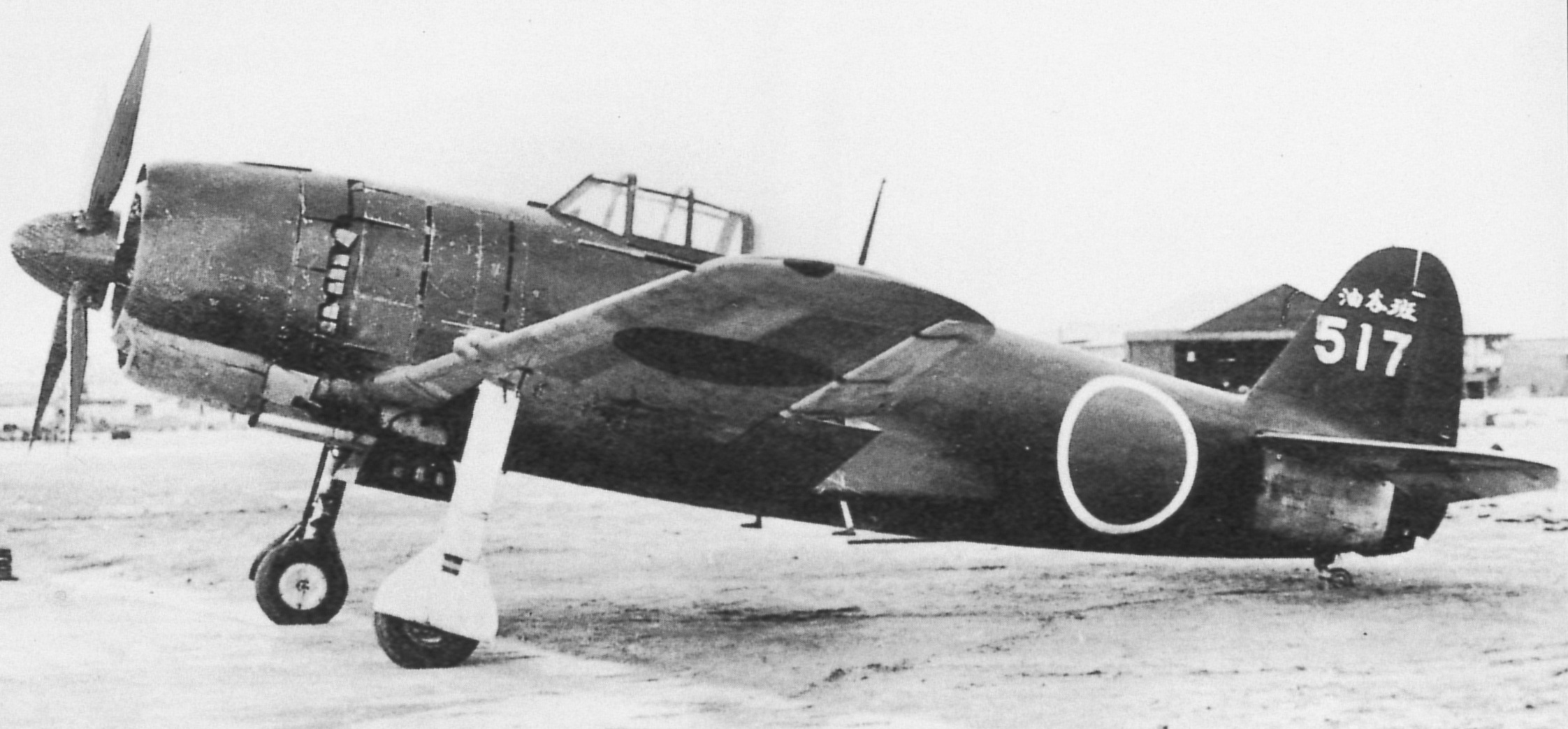
Kawaniši N1K4-J Šiden (Fialový blesk) Kai Model 32, spojenecké kódové jméno George

Od července 1943 začala letadla císařského námořnictva dostávat bojová jména. Jména se vybírala ve shodě s určením letounu podle následujícího schématu:
- Stíhací letouny: Jména s tématem počasí a meteorologických jevů
  - Palubní stíhací letouny a stíhací hydroplány: Vítr – jména obvykle končící na pú nebo fú (風)
  - Záchytná stíhací letadla: Blesky – jména končící na den (電)
  - Noční stíhací letouny: Světlo – jména končící na kó (光)
- Útočné letouny: Hory – jména končící na zan (山)
- Bombardéry: Hvězdy nebo souhvězdí – jména obvykle končící na sei (星)
- Hlídkové letouny: Moře nebo oceány – jména končící na kai (海)
- Průzkumné letouny: Mraky – jména končící na un (雲)
- Cvičné letouny: Stromy, rostliny, květiny
- Dopravní letouny: Obloha – jména končící na kú (空)
- Ostatní letouny: Krajina

Dvěma speciálními případy byly Óka (Květ sakury) a Nakadžima J9N Kikka (Květ pomerančovníku). Oba typy spadaly pod tzv. speciální útočné zbraně (míněno sebevražedné – kamikaze) a ty byly pojmenovávány podle ovocných stromů v zahradách Císařského paláce.

## Armádní letectvo

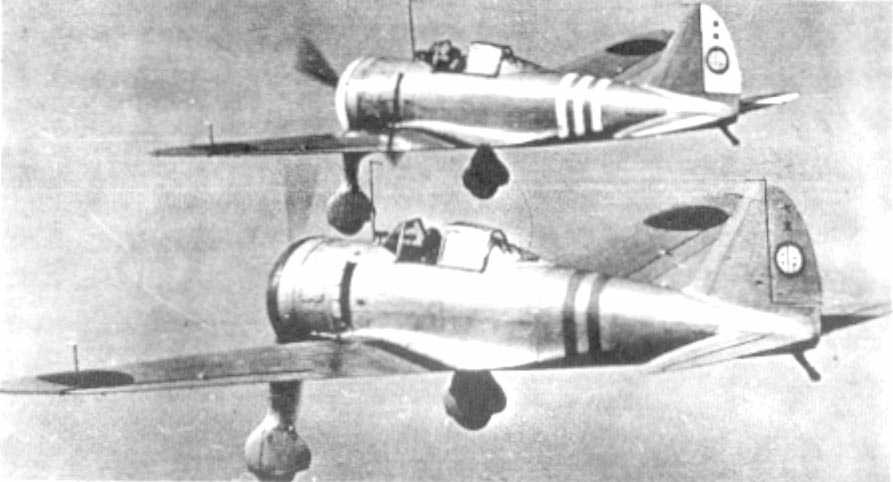
Dva armádní stíhací letouny Nakadžima Ki-27 Ocu, spojenecké kódové jméno Nate

Japonská císařská armáda používala velmi přímočarý systém značení založený na roku vstupu do služby a typu letounu, který se velmi podobal „dlouhému značení“ námořnictva. Tento systém se používal od roku 1927. Existovalo také krátké značení pomocí čísel Ki (キ), které v pozdějších letech převládlo.

### Dlouhé označení typu a modelu
První část označení tvořilo dvoumístné číslo odvozené od roku, v kterém typ vstoupil do služby (podle japonského kalendáře). Malou výjimkou byl rok 1940 (2600), pro který se používalo číslo 100 a ne nula. Po čísle následoval popis typu letounu. Pokud existovalo více letounů stejného typu, byly dále odlišeny „podrobnějším“ popisem. Například jednomístný stíhací letoun typ 2 (Nakadžima Ki-44) a dvoumístný stíhací letoun typ 2 (Kawasaki Ki-45). 
Větší úpravy letounu (jako např. jiný motor) se označovaly číslem podtypu. To se oficiálně zapisovalo pomocí kandži (čínských znaků), ale v praxi se spíše používaly římské číslice. Malé úpravy (např. výzbroje) se označovaly japonskými řadovými číslovkami 甲 (kó ~ první), 乙 (ocu ~ druhý), 丙 (hei ~ třetí) nebo při o něco větší úpravě, které ale ještě neměla nárok na nové číslo podtypu, znakem 改 (kai ~ modifikace).
Na rozdíl od často uváděných překladů dlouhých označení armádních letounů do češtiny (a angličtiny), které k dlouhému názvu přidávají identifikaci složky („armádní“ nebo „army“), nebylo toto rozšíření součástí japonského označení.

### Krátké označení (čísla „Ki“)
Ki (キ, zkratka pro 機体 kitai – drak nebo trup letounu) označovalo číslo projektu (psané arabskými číslicemi) a bylo přidělováno všem projektům popořadě bez ohledu na výrobce nebo na typ. Původně se používalo jen, když byl letoun ve vývoji, ale ke konci války už bylo standardním označením i pro operační letouny

### Bojová jména
Bojová jména jako např. „Hajabusa“ (česky: Sokol stěhovavý; Nakadžima Ki-43) nebyla součástí oficiálního značení.